# Native Instruments
Native Instruments Software Synthesis GmbH est une entreprise fabriquant des instruments de musique électroniques, en grande partie des logiciels mais également du matériel. Ceux-ci sont destinés aux musiciens professionnels, producteurs, DJs ou ingénieurs du son, ainsi qu'aux home-studistes. Elle fut fondée en 1996 et est basée à Berlin avec un autre bureau à Los Angeles.

## Produits
Les produits logiciel de la compagnie sont relativement variés avec des synthétiseurs virtuels (par exemple : Massive, FM8, Absynth), des échantillonneurs logiciels (d'orgues, de pianos, etc.), des boîtes à rythmes virtuelles, des synthétiseurs modulaires virtuels (Reaktor), des samplers virtuels (Kontakt), des bibliothèques de sons…
Elle propose aussi des systèmes à la fois logiciel et matériel comme Guitar Rig qui combine un simulateur d'ampli et d'effets logiciel, avec des interfaces audio-numérique, et des contrôleurs, ou Maschine qui est à la fois une station audio-numérique et un contrôleur. L'entreprise propose également des systèmes de vinyles digitaux et des interfaces spécialement prévus pour les DJs, tel Traktor.

### Stems
Stems est un format audio multi-pistes, ouvert, créé par Native Instruments et lancé en 2015, destiné aux disc-jockeys. Ce format permet de diffuser de la musique avec quatre pistes composées du beat, de la basse, des leads et enfin de la voix. Ce format se travaille alors dans Traktor. Dès son lancement, des morceaux de musique au format Stems sont disponibles chez le partenaire de Native, Beatport, mais également sur d'autres plateformes de téléchargement légal comme Juno.

### Produits notables
- Absynth ;
- Battery ;
- Guitar Rig ;
- Kontakt ;
- Kore ;
- Maschine ;
- Massive ;
- Reaktor ;
- Traktor ;
- Traktor Kontrol.

## Galerie

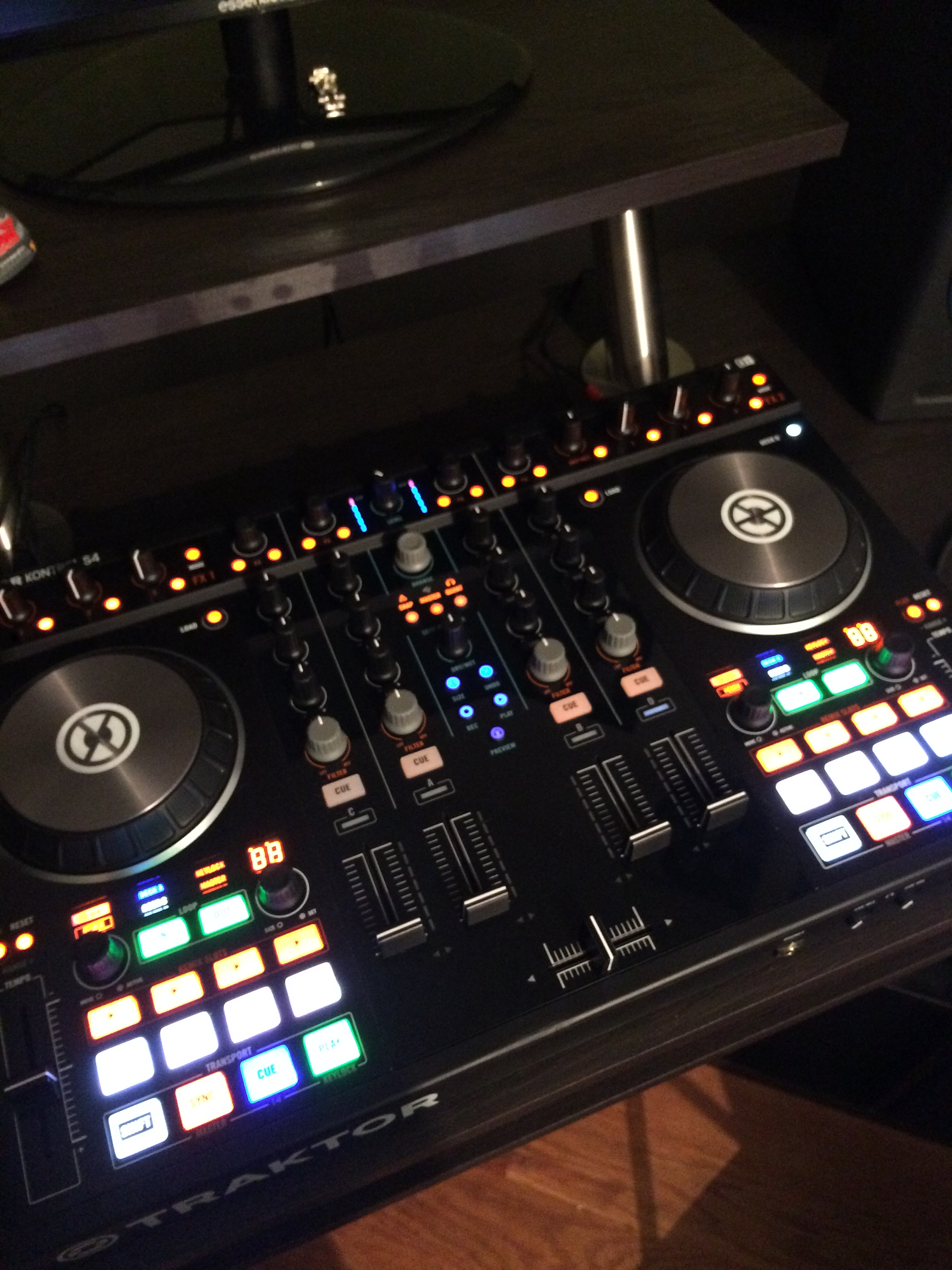
Le Traktor Kontrol S4 MK2, produit phare de NI

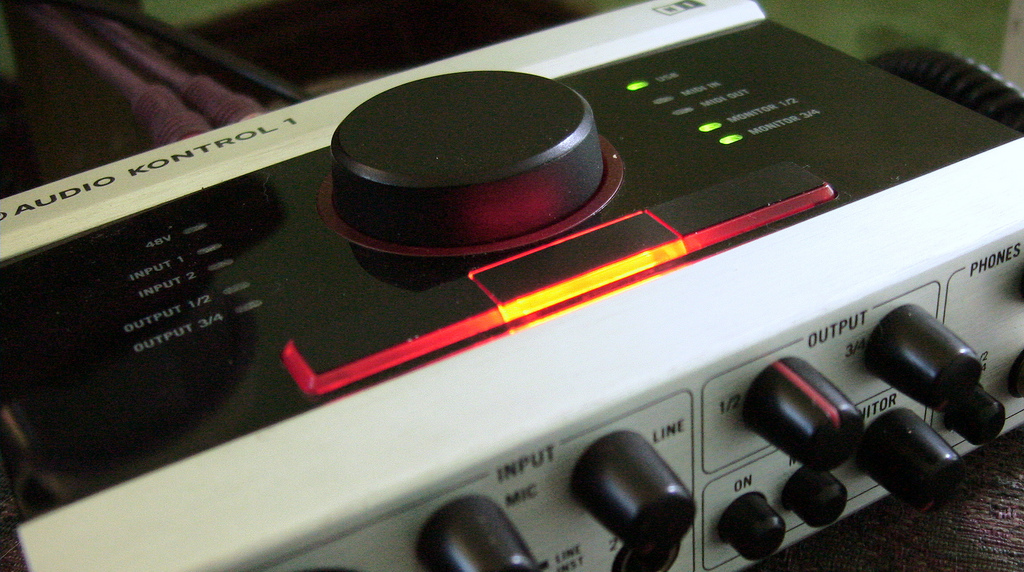
Native Instruments Audio Kontrol 1
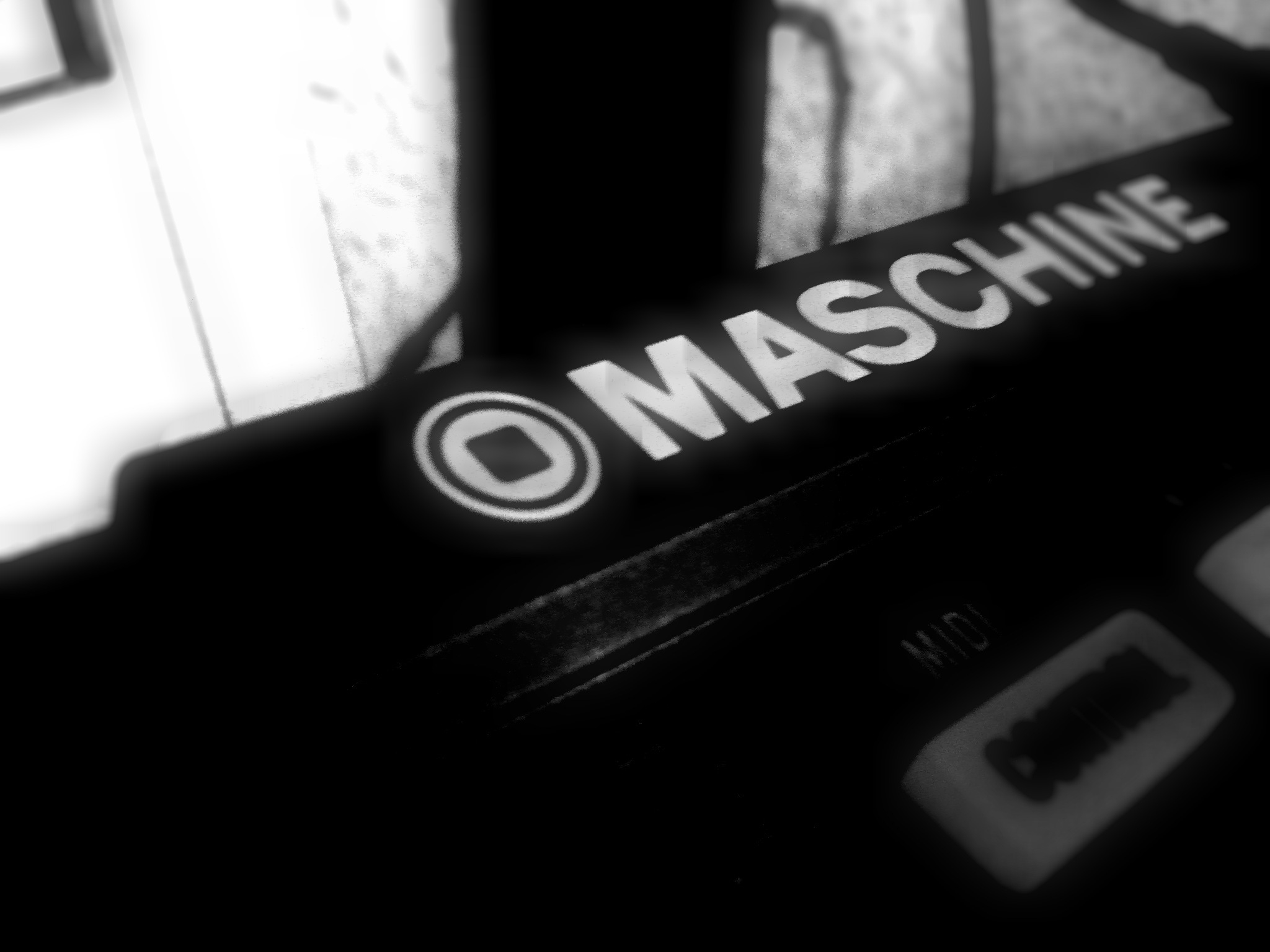
NI Maschine
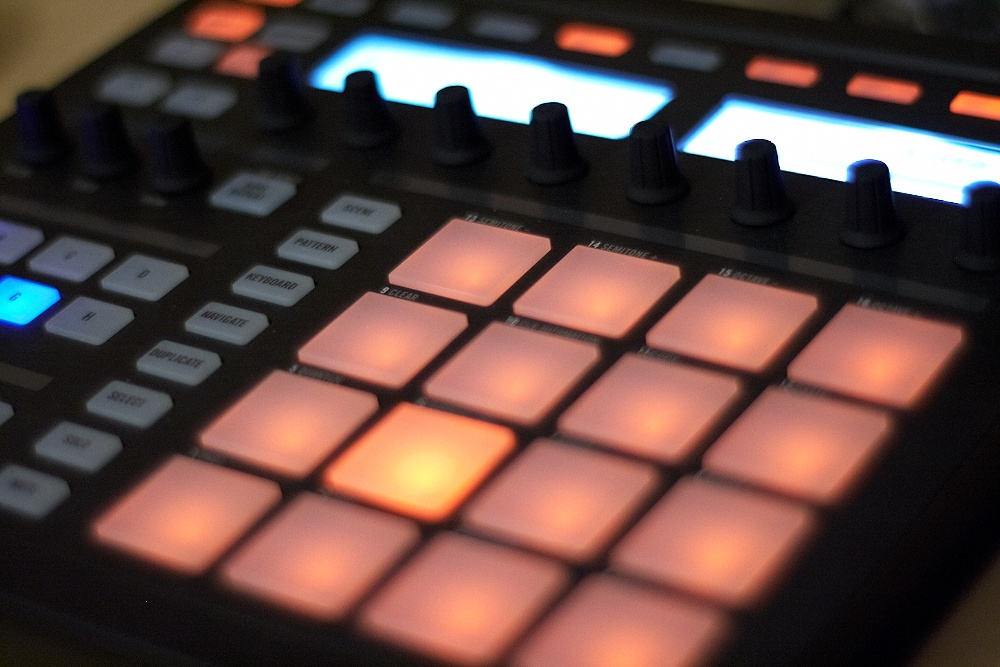
NI Maschine